# 2014年のナショナルリーグチャンピオンシップシリーズ
2014年の野球において、メジャーリーグベースボール（MLB）のポストシーズンは9月30日に開幕した。ナショナルリーグの第45回リーグチャンピオンシップシリーズ（英語: 45th National League Championship Series、以下「リーグ優勝決定戦」と表記）は、10月11日から16日にかけて計5試合が開催された。その結果、サンフランシスコ・ジャイアンツ（西地区）がセントルイス・カージナルス（中地区）を4勝1敗で下し、2年ぶり23回目のリーグ優勝および20回目のワールドシリーズ進出を果たした。
両球団がポストシーズンで対戦するのは、2012年のリーグ優勝決定戦以来2年ぶり4度目。今シリーズは、第2戦・第3戦・第5戦の3試合がサヨナラゲームとなった。第3戦では、延長10回裏無死一・二塁でジャイアンツのグレゴール・ブランコが犠牲バントを転がしたところ、カージナルスのランディ・チョートが一塁へ悪送球してジャイアンツがサヨナラ勝利を収めた。ジャイアンツは翌日の第4戦にも勝利してシリーズ突破へ先に王手をかけると、第5戦ではトラビス・イシカワのサヨナラ本塁打でリーグ優勝を決めた。ポストシーズンにおいて、サヨナラ失策は史上8度目、シリーズ制覇決定サヨナラ本塁打は史上9度目である。シリーズMVPには、第1戦と第5戦の2試合に先発登板して計15.2イニングを投げ、1勝0敗・防御率1.72という成績を残したジャイアンツのマディソン・バンガーナーが選出された。このあとジャイアンツは、ワールドシリーズでもアメリカンリーグ王者カンザスシティ・ロイヤルズを4勝3敗で下し、2年ぶり8度目の優勝を成し遂げた。
カージナルスの外野手オスカー・タベラスは、マイナーリーグ時代から将来を嘱望されこの年にメジャー初出場を果たすと、今シリーズでも3試合に出場し第2戦では代打本塁打を放った。今シリーズ敗退後にタベラスは母国ドミニカ共和国へ帰り、26日にプエルト・プラタ州プエルト・プラタの高速道路で交通事故を起こして死亡した。結果的に、今シリーズ第5戦がタベラスにとって生涯最後の出場試合となった。

## 両チームの2014年
10月7日、まず先に行われた試合でカージナルス（中地区優勝）が、そのあとの試合ではジャイアンツ（西地区2位＝第2ワイルドカード）が、それぞれ地区シリーズ突破を決めてリーグ優勝決定戦へ駒を進めた。
カージナルスは2013年、97勝65敗のリーグ最高勝率でポストシーズンに進み、リーグ優勝はしたもののワールドシリーズで敗れた。その年は打線がリーグ最多得点を挙げたが、得点圏での打率.330という異様な高さが影響していたため、2014年に得点力が一定程度落ち込むのはチームも想定していた。シーズン開幕後はミルウォーキー・ブルワーズを追う展開となり、前半戦終了時には52勝44敗で1.0ゲーム差の2位につけた。上位にいても、先発ローテーションではアダム・ウェインライトとランス・リンを残して故障者が続出し、打線も得点圏打率が.248にまで下降するなど状況は苦しかった。後半戦も正捕手ヤディアー・モリーナの故障離脱があり、シーズン途中にトレードで獲得した先発投手のジャスティン・マスターソンやジョン・ラッキーも出来が今ひとつと、難局が続いた。だが8月以降ブルワーズが失速したため、9月1日に単独地区首位へ浮上する。その後は代わって浮上してきたピッツバーグ・パイレーツの追い上げもかわし、9月28日のレギュラーシーズン最終日に地区2連覇を果たした。平均得点3.82はリーグ9位、防御率3.50はリーグ8位。攻撃では本塁打数がリーグ最下位と長打力を欠き、盗塁数も下から2番目の少なさだったが、守備は守備防御点がリーグ2位と良かった。地区シリーズではロサンゼルス・ドジャースを3勝1敗で下した。
ジャイアンツは、2012年のワールドシリーズ優勝から一転して2013年は76勝86敗の負け越しに沈んだ。オフの動きはハンター・ペンスやティム・リンスカムらFA選手との再契約が中心となり、新たな補強は先発ローテーションにティム・ハドソンを加えるなど小規模にとどまった。2014年は5月の1か月間だけで20勝を挙げるなど、シーズン序盤は調子が良かった。6月8日終了時点では43勝21敗で勝率が.672に達し、2位とのゲーム差を10.0にまで広げた。ところがその後は成績が下降線を辿り、7月4日にはドジャースに抜かれて2位に落ちた。7月21日には先発投手のマット・ケインが右肘痛で故障者リスト入りし、その穴埋めにトレードでジェイク・ピービーを獲得した。ピービーは移籍後の12先発で防御率2.14と好投したが、チームは後半戦もドジャースに追いつくことができず地区2位に定着、そのまま9月26日に第2ワイルドカードでのポストシーズン進出を決めた。平均得点4.10はリーグ5位、防御率3.50はリーグ7位。投手陣はケインの故障離脱や抑え投手セルジオ・ロモの不振といった想定外の事態にも耐え、打線は犠牲フライ数でリーグ最多となるなど好機を逃さず得点を重ねた。ポストシーズンでは、パイレーツと敵地で対戦したワイルドカードゲームに8－0の完勝を収め、ワシントン・ナショナルズとの地区シリーズは3勝1敗で制した。
リーグ優勝決定戦の第1・2・6・7戦を本拠地で開催できる "ホームフィールド・アドバンテージ" は、地区優勝球団どうしが対戦する場合はレギュラーシーズンの勝率がより高いほうの球団に、地区優勝球団とワイルドカード球団が対戦する場合は地区優勝球団に与えられる。したがって今シリーズでは、カージナルスがアドバンテージを得る。この年のレギュラーシーズンでは両球団は7試合対戦し、ジャイアンツが4勝3敗と勝ち越していた。

## ロースター
両チームの出場選手登録（ロースター）は以下の通り。
- 名前の横の★はこの年のオールスターゲームに選出された選手を、＃はレギュラーシーズン開幕後に入団した選手を示す。
- 年齢は今シリーズ開幕時点でのもの。

| セントルイス・カージナルス | セントルイス・カージナルス | セントルイス・カージナルス | セントルイス・カージナルス | セントルイス・カージナルス | セントルイス・カージナルス | セントルイス・カージナルス | サンフランシスコ・ジャイアンツ | サンフランシスコ・ジャイアンツ | サンフランシスコ・ジャイアンツ | サンフランシスコ・ジャイアンツ | サンフランシスコ・ジャイアンツ | サンフランシスコ・ジャイアンツ | サンフランシスコ・ジャイアンツ |
| 守備位置                   | 背番号                     | 出身                       | 選手                       | 投                         | 打                         | 年齢                       | 守備位置                       | 背番号                         | 出身                           | 選手                           | 投                             | 打                             | 年齢                           |
| -------------------------- | -------------------------- | -------------------------- | -------------------------- | -------------------------- | -------------------------- | -------------------------- | ------------------------------ | ------------------------------ | ------------------------------ | ------------------------------ | ------------------------------ | ------------------------------ | ------------------------------ |
| 投手                       | 36                         | アメリカ合衆国の旗         | ランディ・チョート         | 左                         | 左                         | 39                         | 投手                           | 41                             | アメリカ合衆国の旗             | ジェレミー・アフェルト         | 左                             | 左                             | 35                             |
| 投手                       | 56                         | アメリカ合衆国の旗         | マルコ・ゴンザレス         | 左                         | 左                         | 22                         | 投手                           | 40                             | アメリカ合衆国の旗             | マディソン・バンガーナー★      | 左                             | 右                             | 25                             |
| 投手                       | 41                         | アメリカ合衆国の旗         | ジョン・ラッキー＃         | 右                         | 右                         | 35                         | 投手                           | 46                             | ドミニカ共和国の旗             | サンティアゴ・カシーヤ         | 右                             | 右                             | 34                             |
| 投手                       | 31                         | アメリカ合衆国の旗         | ランス・リン               | 右                         | 両                         | 27                         | 投手                           | 17                             | アメリカ合衆国の旗             | ティム・ハドソン★              | 右                             | 右                             | 39                             |
| 投手                       | 61                         | アメリカ合衆国の旗         | セス・メイネス             | 右                         | 右                         | 25                         | 投手                           | 55                             | アメリカ合衆国の旗             | ティム・リンスカム             | 右                             | 左                             | 30                             |
| 投手                       | 44                         | ドミニカ共和国の旗         | カルロス・マルティネス     | 右                         | 右                         | 23                         | 投手                           | 49                             | プエルトリコの旗               | ハビアー・ロペス               | 左                             | 左                             | 37                             |
| 投手                       | 40                         | アメリカ合衆国の旗         | シェルビー・ミラー         | 右                         | 右                         | 24                         | 投手                           | 63                             | ベネズエラの旗                 | ジーン・マチー                 | 右                             | 右                             | 32                             |
| 投手                       | 37                         | アメリカ合衆国の旗         | パット・ネシェック★        | 右                         | 両                         | 34                         | 投手                           | 22                             | アメリカ合衆国の旗             | ジェイク・ピービー＃           | 右                             | 右                             | 33                             |
| 投手                       | 26                         | アメリカ合衆国の旗         | トレバー・ローゼンタール   | 右                         | 右                         | 24                         | 投手                           | 52                             | ベネズエラの旗                 | ヤスメイロ・ペティット         | 右                             | 右                             | 29                             |
| 投手                       | 52                         | アメリカ合衆国の旗         | マイケル・ワカ             | 右                         | 右                         | 23                         | 投手                           | 54                             | アメリカ合衆国の旗             | セルジオ・ロモ                 | 右                             | 右                             | 31                             |
| 投手                       | 50                         | アメリカ合衆国の旗         | アダム・ウェインライト★    | 右                         | 右                         | 33                         | 投手                           | 60                             | アメリカ合衆国の旗             | ハンター・ストリックランド     | 右                             | 右                             | 26                             |
| 捕手                       | 48                         | アメリカ合衆国の旗         | トニー・クルーズ           | 右                         | 右                         | 28                         | 投手                           | 32                             | アメリカ合衆国の旗             | ライアン・ボーグルソン         | 右                             | 右                             | 37                             |
| 捕手                       | 4                          | プエルトリコの旗           | ヤディアー・モリーナ★      | 右                         | 右                         | 32                         | 捕手                           | 28                             | アメリカ合衆国の旗             | バスター・ポージー             | 右                             | 右                             | 27                             |
| 捕手                       | 12                         | アメリカ合衆国の旗         | A.J.ピアジンスキー＃       | 右                         | 左                         | 37                         | 捕手                           | 34                             | アメリカ合衆国の旗             | アンドリュー・スーサック       | 右                             | 右                             | 24                             |
| 内野手                     | 32                         | アメリカ合衆国の旗         | マット・アダムス           | 右                         | 左                         | 26                         | 内野手                         | 13                             | ドミニカ共和国の旗             | ホアキン・アリアス             | 右                             | 右                             | 30                             |
| 内野手                     | 13                         | アメリカ合衆国の旗         | マット・カーペンター★      | 右                         | 左                         | 28                         | 内野手                         | 9                              | アメリカ合衆国の旗             | ブランドン・ベルト             | 左                             | 左                             | 26                             |
| 内野手                     | 33                         | アメリカ合衆国の旗         | ダニエル・デスカルソ       | 右                         | 左                         | 27                         | 内野手                         | 35                             | アメリカ合衆国の旗             | ブランドン・クロフォード       | 右                             | 左                             | 27                             |
| 内野手                     | 38                         | アメリカ合衆国の旗         | ピート・コズマ             | 右                         | 右                         | 26                         | 内野手                         | 50                             | アメリカ合衆国の旗             | マット・ダフィー               | 右                             | 右                             | 23                             |
| 内野手                     | 27                         | ドミニカ共和国の旗         | ジョニー・ペラルタ         | 右                         | 右                         | 32                         | 内野手                         | 12                             | アメリカ合衆国の旗             | ジョー・パニック               | 右                             | 左                             | 23                             |
| 内野手                     | 16                         | アメリカ合衆国の旗         | コルテン・ウォン           | 右                         | 左                         | 24                         | 内野手                         | 48                             | ベネズエラの旗                 | パブロ・サンドバル             | 右                             | 両                             | 28                             |
| 外野手                     | 8                          | アメリカ合衆国の旗         | ピーター・ボージャス       | 右                         | 右                         | 27                         | 外野手                         | 7                              | ベネズエラの旗                 | グレゴール・ブランコ           | 左                             | 左                             | 30                             |
| 外野手                     | 15                         | アメリカ合衆国の旗         | ランドル・グリチャック     | 右                         | 右                         | 23                         | 外野手                         | 45                             | アメリカ合衆国の旗             | トラビス・イシカワ＃           | 左                             | 左                             | 31                             |
| 外野手                     | 7                          | アメリカ合衆国の旗         | マット・ホリデイ           | 右                         | 右                         | 34                         | 外野手                         | 38                             | アメリカ合衆国の旗             | マイケル・モース               | 右                             | 右                             | 32                             |
| 外野手                     | 19                         | アメリカ合衆国の旗         | ジョン・ジェイ             | 左                         | 左                         | 29                         | 外野手                         | 8                              | アメリカ合衆国の旗             | ハンター・ペンス★              | 右                             | 右                             | 31                             |
| 外野手                     | 18                         | ドミニカ共和国の旗         | オスカー・タベラス         | 左                         | 左                         | 22                         | 外野手                         | 2                              | ドミニカ共和国の旗             | フアン・ペレス                 | 右                             | 右                             | 27                             |

カージナルスは地区シリーズのロースターから、救援左腕サム・フリーマンを外して捕手のA.J.ピアジンスキーを加えた。この年のカージナルスはシーズンを通して投手を常に12人以上揃えていたが、今シリーズで初めて11人に減らした。フリーマンは地区シリーズ初戦の5回裏一死無走者から登板したが、2打者連続与四球で一死も取れずに降板、以降は登板機会がなかった。このシリーズでは同じ救援左腕のマルコ・ゴンザレスが3.0イニング無失点と好投したため、フリーマンは余剰人員となった。ピアジンスキーのロースター入りについてGMのジョン・モゼリアクは、控え捕手に右打者のトニー・クルーズと左打者のピアジンスキーを揃えることで選手起用の幅を広げるのが狙いだと述べている。
ジャイアンツは地区シリーズのロースターから外野手を入れ替え、ゲイリー・ブラウンに代えてマイケル・モースを登録した。レギュラーシーズンでモースは左翼手として82試合、一塁手として39試合に先発出場していたが、9月1日の試合前打撃練習時に左外腹斜筋を痛め、その後は1試合を除き欠場した。ポストシーズンでもロースターを外れ、アリゾナ教育リーグで実戦経験を積んだのち、今シリーズからチームに合流した。監督のブルース・ボウチーは、教育リーグでの打席を見て復帰可と判断したものの、守備には不安があるとして先発出場はさせない方針を明かした。ブラウンは地区シリーズ第2戦、延長18回表に代打で登場したが空振り三振に倒れ、これがシリーズ唯一の出番となった。

## 試合結果
2014年のナショナルリーグ優勝決定戦は10月11日に開幕し、途中に移動日を挟んで6日間で5試合が行われた。日程・結果は以下の通り。
| 日付                                                           | 試合  | ビジター球団（先攻）           | スコア | ホーム球団（後攻）             | 開催球場             | 開催球場                          |
| -------------------------------------------------------------- | ----- | ------------------------------ | ------ | ------------------------------ | -------------------- | --------------------------------- |
| 10月11日（土）                                                 | 第1戦 | サンフランシスコ・ジャイアンツ | 3－0   | セントルイス・カージナルス     | ブッシュ・スタジアム | ブッシュ・ · スタジアムAT&Tパーク |
| 10月12日（日）                                                 | 第2戦 | サンフランシスコ・ジャイアンツ | 4－5x  | セントルイス・カージナルス     | ブッシュ・スタジアム | ブッシュ・ · スタジアムAT&Tパーク |
| 10月13日（月）                                                 |       | 移動日                         | 移動日 | 移動日                         |                      | ブッシュ・ · スタジアムAT&Tパーク |
| 10月14日（火）                                                 | 第3戦 | セントルイス・カージナルス     | 4－5x  | サンフランシスコ・ジャイアンツ | AT&Tパーク           | ブッシュ・ · スタジアムAT&Tパーク |
| 10月15日（水）                                                 | 第4戦 | セントルイス・カージナルス     | 4－6   | サンフランシスコ・ジャイアンツ | AT&Tパーク           | ブッシュ・ · スタジアムAT&Tパーク |
| 10月16日（木）                                                 | 第5戦 | セントルイス・カージナルス     | 3－6x  | サンフランシスコ・ジャイアンツ | AT&Tパーク           | ブッシュ・ · スタジアムAT&Tパーク |
| 優勝：サンフランシスコ・ジャイアンツ（4勝1敗 / 2年ぶり23度目） |       |                                |        |                                |                      | ブッシュ・ · スタジアムAT&Tパーク |

### 第1戦 10月11日
- ブッシュ・スタジアム（ミズーリ州セントルイス）

|                                | 1 | 2 | 3 | 4 | 5 | 6 | 7 | 8 | 9 | R | H | E |
| ------------------------------ | - | - | - | - | - | - | - | - | - | - | - | - |
| サンフランシスコ・ジャイアンツ | 0 | 2 | 1 | 0 | 0 | 0 | 0 | 0 | 0 | 3 | 8 | 0 |
| セントルイス・カージナルス     | 0 | 0 | 0 | 0 | 0 | 0 | 0 | 0 | 0 | 0 | 4 | 1 |

1. 勝利：マディソン・バンガーナー（1勝）
2. セーブ：サンティアゴ・カシーヤ（1S）
3. 敗戦：アダム・ウェインライト（1敗）
4. 審判
［球審］フィル・クッツィ
［塁審］一塁: ビル・ウェルキー、二塁: ジェリー・デービス、三塁: マーク・カールソン
［外審］左翼: グレッグ・ギブソン、右翼: ビル・ミラー
5. 試合開始時刻: 中部夏時間（UTC-5）午後7時8分  試合時間: 3時間23分  観客: 4万7201人  気温: 55°F（12.8°C）
詳細: MLB.com Gameday / ESPN.com / Baseball-Reference.com / Fangraphs

| サンフランシスコ・ジャイアンツ | サンフランシスコ・ジャイアンツ | サンフランシスコ・ジャイアンツ | サンフランシスコ・ジャイアンツ | サンフランシスコ・ジャイアンツ                                                                            | セントルイス・カージナルス | セントルイス・カージナルス | セントルイス・カージナルス | セントルイス・カージナルス | セントルイス・カージナルス                                                                                       |
| ------------------------------ | ------------------------------ | ------------------------------ | ------------------------------ | --- | -------------------------- | -------------------------- | -------------------------- | -------------------------- | --- |
| 打順                           | 守備                           | 選手                           | 打席                           | M・バンガーナーB・ポージーB・ベルトJ・パニックP・サンドバルB・クロフォードT・イシカワG・ブランコH・ペンス | 打順                       | 守備                       | 選手                       | 打席                       | A・ウェインライトY・モリーナM・アダムスK・ウォンM・カーペン · ターJ・ペラルタM・ホリデイJ・ジェイR・グリチャック |
| 1                              | 中                             | G・ブランコ                    | 左                             | M・バンガーナーB・ポージーB・ベルトJ・パニックP・サンドバルB・クロフォードT・イシカワG・ブランコH・ペンス | 1                          | 三                         | M・カーペンター            | 左                         | A・ウェインライトY・モリーナM・アダムスK・ウォンM・カーペン · ターJ・ペラルタM・ホリデイJ・ジェイR・グリチャック |
| 2                              | 二                             | J・パニック                    | 左                             | M・バンガーナーB・ポージーB・ベルトJ・パニックP・サンドバルB・クロフォードT・イシカワG・ブランコH・ペンス | 2                          | 右                         | R・グリチャック            | 右                         | A・ウェインライトY・モリーナM・アダムスK・ウォンM・カーペン · ターJ・ペラルタM・ホリデイJ・ジェイR・グリチャック |
| 3                              | 捕                             | B・ポージー                    | 右                             | M・バンガーナーB・ポージーB・ベルトJ・パニックP・サンドバルB・クロフォードT・イシカワG・ブランコH・ペンス | 3                          | 左                         | M・ホリデイ                | 右                         | A・ウェインライトY・モリーナM・アダムスK・ウォンM・カーペン · ターJ・ペラルタM・ホリデイJ・ジェイR・グリチャック |
| 4                              | 三                             | P・サンドバル                  | 両                             | M・バンガーナーB・ポージーB・ベルトJ・パニックP・サンドバルB・クロフォードT・イシカワG・ブランコH・ペンス | 4                          | 遊                         | J・ペラルタ                | 右                         | A・ウェインライトY・モリーナM・アダムスK・ウォンM・カーペン · ターJ・ペラルタM・ホリデイJ・ジェイR・グリチャック |
| 5                              | 右                             | H・ペンス                      | 右                             | M・バンガーナーB・ポージーB・ベルトJ・パニックP・サンドバルB・クロフォードT・イシカワG・ブランコH・ペンス | 5                          | 一                         | M・アダムス                | 左                         | A・ウェインライトY・モリーナM・アダムスK・ウォンM・カーペン · ターJ・ペラルタM・ホリデイJ・ジェイR・グリチャック |
| 6                              | 一                             | B・ベルト                      | 左                             | M・バンガーナーB・ポージーB・ベルトJ・パニックP・サンドバルB・クロフォードT・イシカワG・ブランコH・ペンス | 6                          | 捕                         | Y・モリーナ                | 右                         | A・ウェインライトY・モリーナM・アダムスK・ウォンM・カーペン · ターJ・ペラルタM・ホリデイJ・ジェイR・グリチャック |
| 7                              | 遊                             | B・クロフォード                | 左                             | M・バンガーナーB・ポージーB・ベルトJ・パニックP・サンドバルB・クロフォードT・イシカワG・ブランコH・ペンス | 7                          | 中                         | J・ジェイ                  | 左                         | A・ウェインライトY・モリーナM・アダムスK・ウォンM・カーペン · ターJ・ペラルタM・ホリデイJ・ジェイR・グリチャック |
| 8                              | 左                             | T・イシカワ                    | 左                             | M・バンガーナーB・ポージーB・ベルトJ・パニックP・サンドバルB・クロフォードT・イシカワG・ブランコH・ペンス | 8                          | 二                         | K・ウォン                  | 左                         | A・ウェインライトY・モリーナM・アダムスK・ウォンM・カーペン · ターJ・ペラルタM・ホリデイJ・ジェイR・グリチャック |
| 9                              | 投                             | M・バンガーナー                | 右                             | M・バンガーナーB・ポージーB・ベルトJ・パニックP・サンドバルB・クロフォードT・イシカワG・ブランコH・ペンス | 9                          | 投                         | A・ウェインライト          | 右                         | A・ウェインライトY・モリーナM・アダムスK・ウォンM・カーペン · ターJ・ペラルタM・ホリデイJ・ジェイR・グリチャック |
| 先発投手                       | 先発投手                       | 先発投手                       | 投球                           | M・バンガーナーB・ポージーB・ベルトJ・パニックP・サンドバルB・クロフォードT・イシカワG・ブランコH・ペンス | 先発投手                   | 先発投手                   | 先発投手                   | 投球                       | A・ウェインライトY・モリーナM・アダムスK・ウォンM・カーペン · ターJ・ペラルタM・ホリデイJ・ジェイR・グリチャック |
| M・バンガーナー                | M・バンガーナー                | M・バンガーナー                | 左                             | M・バンガーナーB・ポージーB・ベルトJ・パニックP・サンドバルB・クロフォードT・イシカワG・ブランコH・ペンス | A・ウェインライト          | A・ウェインライト          | A・ウェインライト          | 右                         | A・ウェインライトY・モリーナM・アダムスK・ウォンM・カーペン · ターJ・ペラルタM・ホリデイJ・ジェイR・グリチャック |

### 第2戦 10月12日
- ブッシュ・スタジアム（ミズーリ州セントルイス）

|                                | 1 | 2 | 3 | 4 | 5 | 6 | 7 | 8 | 9  | R | H  | E |
| ------------------------------ | - | - | - | - | - | - | - | - | -- | - | -- | - |
| サンフランシスコ・ジャイアンツ | 0 | 0 | 0 | 0 | 1 | 1 | 1 | 0 | 1  | 4 | 10 | 0 |
| セントルイス・カージナルス     | 0 | 0 | 1 | 1 | 0 | 0 | 1 | 1 | 1x | 5 | 8  | 0 |

1. 勝利：セス・メイネス（1勝）
2. 敗戦：セルジオ・ロモ（1敗）
3. 本塁打
STL：マット・カーペンター1号ソロ、オスカー・タベラス1号ソロ、マット・アダムス1号ソロ、コルテン・ウォン1号ソロ
4. 審判
［球審］ビル・ウェルキー
［塁審］一塁: ジェリー・デービス、二塁: マーク・カールソン、三塁: グレッグ・ギブソン
［外審］左翼: ビル・ミラー、右翼: フィル・クッツィ
5. 試合開始時刻: 中部夏時間（UTC-5）午後7時9分  試合時間: 3時間41分  観客: 4万6262人  気温: 62°F（16.7°C）
詳細: MLB.com Gameday / ESPN.com / Baseball-Reference.com / Fangraphs

| サンフランシスコ・ジャイアンツ | サンフランシスコ・ジャイアンツ | サンフランシスコ・ジャイアンツ | サンフランシスコ・ジャイアンツ | サンフランシスコ・ジャイアンツ                                                                        | セントルイス・カージナルス | セントルイス・カージナルス | セントルイス・カージナルス | セントルイス・カージナルス | セントルイス・カージナルス                                                                             |
| ------------------------------ | ------------------------------ | ------------------------------ | ------------------------------ | --- | -------------------------- | -------------------------- | -------------------------- | -------------------------- | --- |
| 打順                           | 守備                           | 選手                           | 打席                           | J・ピービーB・ポージーB・ベルトJ・パニックP・サンドバルB・クロフォードT・イシカワG・ブランコH・ペンス | 打順                       | 守備                       | 選手                       | 打席                       | L・リンY・モリーナM・アダムスK・ウォンM・カーペン · ターJ・ペラルタM・ホリデイJ・ジェイR・グリチャック |
| 1                              | 中                             | G・ブランコ                    | 左                             | J・ピービーB・ポージーB・ベルトJ・パニックP・サンドバルB・クロフォードT・イシカワG・ブランコH・ペンス | 1                          | 三                         | M・カーペンター            | 左                         | L・リンY・モリーナM・アダムスK・ウォンM・カーペン · ターJ・ペラルタM・ホリデイJ・ジェイR・グリチャック |
| 2                              | 二                             | J・パニック                    | 左                             | J・ピービーB・ポージーB・ベルトJ・パニックP・サンドバルB・クロフォードT・イシカワG・ブランコH・ペンス | 2                          | 中                         | J・ジェイ                  | 左                         | L・リンY・モリーナM・アダムスK・ウォンM・カーペン · ターJ・ペラルタM・ホリデイJ・ジェイR・グリチャック |
| 3                              | 捕                             | B・ポージー                    | 右                             | J・ピービーB・ポージーB・ベルトJ・パニックP・サンドバルB・クロフォードT・イシカワG・ブランコH・ペンス | 3                          | 左                         | M・ホリデイ                | 右                         | L・リンY・モリーナM・アダムスK・ウォンM・カーペン · ターJ・ペラルタM・ホリデイJ・ジェイR・グリチャック |
| 4                              | 三                             | P・サンドバル                  | 両                             | J・ピービーB・ポージーB・ベルトJ・パニックP・サンドバルB・クロフォードT・イシカワG・ブランコH・ペンス | 4                          | 一                         | M・アダムス                | 左                         | L・リンY・モリーナM・アダムスK・ウォンM・カーペン · ターJ・ペラルタM・ホリデイJ・ジェイR・グリチャック |
| 5                              | 右                             | H・ペンス                      | 右                             | J・ピービーB・ポージーB・ベルトJ・パニックP・サンドバルB・クロフォードT・イシカワG・ブランコH・ペンス | 5                          | 遊                         | J・ペラルタ                | 右                         | L・リンY・モリーナM・アダムスK・ウォンM・カーペン · ターJ・ペラルタM・ホリデイJ・ジェイR・グリチャック |
| 6                              | 一                             | B・ベルト                      | 左                             | J・ピービーB・ポージーB・ベルトJ・パニックP・サンドバルB・クロフォードT・イシカワG・ブランコH・ペンス | 6                          | 捕                         | Y・モリーナ                | 右                         | L・リンY・モリーナM・アダムスK・ウォンM・カーペン · ターJ・ペラルタM・ホリデイJ・ジェイR・グリチャック |
| 7                              | 遊                             | B・クロフォード                | 左                             | J・ピービーB・ポージーB・ベルトJ・パニックP・サンドバルB・クロフォードT・イシカワG・ブランコH・ペンス | 7                          | 二                         | K・ウォン                  | 左                         | L・リンY・モリーナM・アダムスK・ウォンM・カーペン · ターJ・ペラルタM・ホリデイJ・ジェイR・グリチャック |
| 8                              | 左                             | T・イシカワ                    | 左                             | J・ピービーB・ポージーB・ベルトJ・パニックP・サンドバルB・クロフォードT・イシカワG・ブランコH・ペンス | 8                          | 右                         | R・グリチャック            | 右                         | L・リンY・モリーナM・アダムスK・ウォンM・カーペン · ターJ・ペラルタM・ホリデイJ・ジェイR・グリチャック |
| 9                              | 投                             | J・ピービー                    | 右                             | J・ピービーB・ポージーB・ベルトJ・パニックP・サンドバルB・クロフォードT・イシカワG・ブランコH・ペンス | 9                          | 投                         | L・リン                    | 両                         | L・リンY・モリーナM・アダムスK・ウォンM・カーペン · ターJ・ペラルタM・ホリデイJ・ジェイR・グリチャック |
| 先発投手                       | 先発投手                       | 先発投手                       | 投球                           | J・ピービーB・ポージーB・ベルトJ・パニックP・サンドバルB・クロフォードT・イシカワG・ブランコH・ペンス | 先発投手                   | 先発投手                   | 先発投手                   | 投球                       | L・リンY・モリーナM・アダムスK・ウォンM・カーペン · ターJ・ペラルタM・ホリデイJ・ジェイR・グリチャック |
| J・ピービー                    | J・ピービー                    | J・ピービー                    | 右                             | J・ピービーB・ポージーB・ベルトJ・パニックP・サンドバルB・クロフォードT・イシカワG・ブランコH・ペンス | L・リン                    | L・リン                    | L・リン                    | 右                         | L・リンY・モリーナM・アダムスK・ウォンM・カーペン · ターJ・ペラルタM・ホリデイJ・ジェイR・グリチャック |

### 第3戦 10月14日
- AT&Tパーク（カリフォルニア州サンフランシスコ）

|                                | 1 | 2 | 3 | 4 | 5 | 6 | 7 | 8 | 9 | 10 | R | H | E |
| ------------------------------ | - | - | - | - | - | - | - | - | - | -- | - | - | - |
| セントルイス・カージナルス     | 0 | 0 | 0 | 2 | 0 | 1 | 1 | 0 | 0 | 0  | 4 | 9 | 1 |
| サンフランシスコ・ジャイアンツ | 4 | 0 | 0 | 0 | 0 | 0 | 0 | 0 | 0 | 1x | 5 | 6 | 0 |

1. 勝利：セルジオ・ロモ（1勝1敗）
2. 敗戦：ランディ・チョート（1敗）
3. 本塁打
STL：ランドル・グリチャック1号ソロ
4. 審判
［球審］ジェリー・デービス
［塁審］一塁: マーク・カールソン、二塁: グレッグ・ギブソン、三塁: ビル・ミラー
［外審］左翼: ポール・エメル、右翼: ビル・ウェルキー
5. 試合開始時刻: 太平洋夏時間（UTC-7）午後1時8分  試合時間: 3時間10分  観客: 4万2716人  気温: 70°F（21.1°C）
詳細: MLB.com Gameday / ESPN.com / Baseball-Reference.com / Fangraphs

| セントルイス・カージナルス | セントルイス・カージナルス | セントルイス・カージナルス | セントルイス・カージナルス | セントルイス・カージナルス                                                                                       | サンフランシスコ・ジャイアンツ | サンフランシスコ・ジャイアンツ | サンフランシスコ・ジャイアンツ | サンフランシスコ・ジャイアンツ | サンフランシスコ・ジャイアンツ                                                                        |
| -------------------------- | -------------------------- | -------------------------- | -------------------------- | --- | ------------------------------ | ------------------------------ | ------------------------------ | ------------------------------ | --- |
| 打順                       | 守備                       | 選手                       | 打席                       | J・ラッキーA・ピアジンスキーM・アダムスK・ウォンM・カーペン · ターJ・ペラルタM・ホリデイJ・ジェイR・グリチャック | 打順                           | 守備                           | 選手                           | 打席                           | T・ハドソンB・ポージーB・ベルトJ・パニックP・サンドバルB・クロフォードT・イシカワG・ブランコH・ペンス |
| 1                          | 三                         | M・カーペンター            | 左                         | J・ラッキーA・ピアジンスキーM・アダムスK・ウォンM・カーペン · ターJ・ペラルタM・ホリデイJ・ジェイR・グリチャック | 1                              | 中                             | G・ブランコ                    | 左                             | T・ハドソンB・ポージーB・ベルトJ・パニックP・サンドバルB・クロフォードT・イシカワG・ブランコH・ペンス |
| 2                          | 中                         | J・ジェイ                  | 左                         | J・ラッキーA・ピアジンスキーM・アダムスK・ウォンM・カーペン · ターJ・ペラルタM・ホリデイJ・ジェイR・グリチャック | 2                              | 二                             | J・パニック                    | 左                             | T・ハドソンB・ポージーB・ベルトJ・パニックP・サンドバルB・クロフォードT・イシカワG・ブランコH・ペンス |
| 3                          | 左                         | M・ホリデイ                | 右                         | J・ラッキーA・ピアジンスキーM・アダムスK・ウォンM・カーペン · ターJ・ペラルタM・ホリデイJ・ジェイR・グリチャック | 3                              | 捕                             | B・ポージー                    | 右                             | T・ハドソンB・ポージーB・ベルトJ・パニックP・サンドバルB・クロフォードT・イシカワG・ブランコH・ペンス |
| 4                          | 一                         | M・アダムス                | 左                         | J・ラッキーA・ピアジンスキーM・アダムスK・ウォンM・カーペン · ターJ・ペラルタM・ホリデイJ・ジェイR・グリチャック | 4                              | 三                             | P・サンドバル                  | 両                             | T・ハドソンB・ポージーB・ベルトJ・パニックP・サンドバルB・クロフォードT・イシカワG・ブランコH・ペンス |
| 5                          | 遊                         | J・ペラルタ                | 右                         | J・ラッキーA・ピアジンスキーM・アダムスK・ウォンM・カーペン · ターJ・ペラルタM・ホリデイJ・ジェイR・グリチャック | 5                              | 右                             | H・ペンス                      | 右                             | T・ハドソンB・ポージーB・ベルトJ・パニックP・サンドバルB・クロフォードT・イシカワG・ブランコH・ペンス |
| 6                          | 二                         | K・ウォン                  | 左                         | J・ラッキーA・ピアジンスキーM・アダムスK・ウォンM・カーペン · ターJ・ペラルタM・ホリデイJ・ジェイR・グリチャック | 6                              | 一                             | B・ベルト                      | 左                             | T・ハドソンB・ポージーB・ベルトJ・パニックP・サンドバルB・クロフォードT・イシカワG・ブランコH・ペンス |
| 7                          | 捕                         | A・ピアジンスキー          | 左                         | J・ラッキーA・ピアジンスキーM・アダムスK・ウォンM・カーペン · ターJ・ペラルタM・ホリデイJ・ジェイR・グリチャック | 7                              | 左                             | T・イシカワ                    | 左                             | T・ハドソンB・ポージーB・ベルトJ・パニックP・サンドバルB・クロフォードT・イシカワG・ブランコH・ペンス |
| 8                          | 右                         | R・グリチャック            | 右                         | J・ラッキーA・ピアジンスキーM・アダムスK・ウォンM・カーペン · ターJ・ペラルタM・ホリデイJ・ジェイR・グリチャック | 8                              | 遊                             | B・クロフォード                | 左                             | T・ハドソンB・ポージーB・ベルトJ・パニックP・サンドバルB・クロフォードT・イシカワG・ブランコH・ペンス |
| 9                          | 投                         | J・ラッキー                | 右                         | J・ラッキーA・ピアジンスキーM・アダムスK・ウォンM・カーペン · ターJ・ペラルタM・ホリデイJ・ジェイR・グリチャック | 9                              | 投                             | T・ハドソン                    | 右                             | T・ハドソンB・ポージーB・ベルトJ・パニックP・サンドバルB・クロフォードT・イシカワG・ブランコH・ペンス |
| 先発投手                   | 先発投手                   | 先発投手                   | 投球                       | J・ラッキーA・ピアジンスキーM・アダムスK・ウォンM・カーペン · ターJ・ペラルタM・ホリデイJ・ジェイR・グリチャック | 先発投手                       | 先発投手                       | 先発投手                       | 投球                           | T・ハドソンB・ポージーB・ベルトJ・パニックP・サンドバルB・クロフォードT・イシカワG・ブランコH・ペンス |
| J・ラッキー                | J・ラッキー                | J・ラッキー                | 右                         | J・ラッキーA・ピアジンスキーM・アダムスK・ウォンM・カーペン · ターJ・ペラルタM・ホリデイJ・ジェイR・グリチャック | T・ハドソン                    | T・ハドソン                    | T・ハドソン                    | 右                             | T・ハドソンB・ポージーB・ベルトJ・パニックP・サンドバルB・クロフォードT・イシカワG・ブランコH・ペンス |

### 第4戦 10月15日
- AT&Tパーク（カリフォルニア州サンフランシスコ）

|                                | 1 | 2 | 3 | 4 | 5 | 6 | 7 | 8 | 9 | R | H  | E |
| ------------------------------ | - | - | - | - | - | - | - | - | - | - | -- | - |
| セントルイス・カージナルス     | 1 | 1 | 2 | 0 | 0 | 0 | 0 | 0 | 0 | 4 | 11 | 0 |
| サンフランシスコ・ジャイアンツ | 1 | 0 | 2 | 0 | 0 | 3 | 0 | 0 | X | 6 | 11 | 0 |

1. 勝利：ヤスメイロ・ペティット（1勝）
2. セーブ：サンティアゴ・カシーヤ（2S）
3. 敗戦：マルコ・ゴンザレス（1敗）
4. 本塁打
STL：コルテン・ウォン2号ソロ
5. 審判
［球審］マーク・カールソン
［塁審］一塁: グレッグ・ギブソン、二塁: ビル・ミラー、三塁: ポール・エメル
［外審］左翼: ビル・ウェルキー、右翼: ジェリー・デービス
6. 試合開始時刻: 太平洋夏時間（UTC-7）午後5時9分  試合時間: 3時間53分  観客: 4万3147人  気温: 66°F（18.9°C）
詳細: MLB.com Gameday / ESPN.com / Baseball-Reference.com / Fangraphs

| セントルイス・カージナルス | セントルイス・カージナルス | セントルイス・カージナルス | セントルイス・カージナルス | セントルイス・カージナルス                                                                                     | サンフランシスコ・ジャイアンツ | サンフランシスコ・ジャイアンツ | サンフランシスコ・ジャイアンツ | サンフランシスコ・ジャイアンツ | サンフランシスコ・ジャイアンツ                                                                            |
| -------------------------- | -------------------------- | -------------------------- | -------------------------- | --- | ------------------------------ | ------------------------------ | ------------------------------ | ------------------------------ | --- |
| 打順                       | 守備                       | 選手                       | 打席                       | S・ミラーA・ピアジンスキーM・アダムスK・ウォンM・カーペン · ターJ・ペラルタM・ホリデイJ・ジェイR・グリチャック | 打順                           | 守備                           | 選手                           | 打席                           | R・ボーグルソンB・ポージーB・ベルトJ・パニックP・サンドバルB・クロフォードT・イシカワG・ブランコH・ペンス |
| 1                          | 三                         | M・カーペンター            | 左                         | S・ミラーA・ピアジンスキーM・アダムスK・ウォンM・カーペン · ターJ・ペラルタM・ホリデイJ・ジェイR・グリチャック | 1                              | 中                             | G・ブランコ                    | 左                             | R・ボーグルソンB・ポージーB・ベルトJ・パニックP・サンドバルB・クロフォードT・イシカワG・ブランコH・ペンス |
| 2                          | 中                         | J・ジェイ                  | 左                         | S・ミラーA・ピアジンスキーM・アダムスK・ウォンM・カーペン · ターJ・ペラルタM・ホリデイJ・ジェイR・グリチャック | 2                              | 二                             | J・パニック                    | 左                             | R・ボーグルソンB・ポージーB・ベルトJ・パニックP・サンドバルB・クロフォードT・イシカワG・ブランコH・ペンス |
| 3                          | 左                         | M・ホリデイ                | 右                         | S・ミラーA・ピアジンスキーM・アダムスK・ウォンM・カーペン · ターJ・ペラルタM・ホリデイJ・ジェイR・グリチャック | 3                              | 捕                             | B・ポージー                    | 右                             | R・ボーグルソンB・ポージーB・ベルトJ・パニックP・サンドバルB・クロフォードT・イシカワG・ブランコH・ペンス |
| 4                          | 一                         | M・アダムス                | 左                         | S・ミラーA・ピアジンスキーM・アダムスK・ウォンM・カーペン · ターJ・ペラルタM・ホリデイJ・ジェイR・グリチャック | 4                              | 三                             | P・サンドバル                  | 両                             | R・ボーグルソンB・ポージーB・ベルトJ・パニックP・サンドバルB・クロフォードT・イシカワG・ブランコH・ペンス |
| 5                          | 遊                         | J・ペラルタ                | 右                         | S・ミラーA・ピアジンスキーM・アダムスK・ウォンM・カーペン · ターJ・ペラルタM・ホリデイJ・ジェイR・グリチャック | 5                              | 右                             | H・ペンス                      | 右                             | R・ボーグルソンB・ポージーB・ベルトJ・パニックP・サンドバルB・クロフォードT・イシカワG・ブランコH・ペンス |
| 6                          | 二                         | K・ウォン                  | 左                         | S・ミラーA・ピアジンスキーM・アダムスK・ウォンM・カーペン · ターJ・ペラルタM・ホリデイJ・ジェイR・グリチャック | 6                              | 一                             | B・ベルト                      | 左                             | R・ボーグルソンB・ポージーB・ベルトJ・パニックP・サンドバルB・クロフォードT・イシカワG・ブランコH・ペンス |
| 7                          | 捕                         | A・ピアジンスキー          | 左                         | S・ミラーA・ピアジンスキーM・アダムスK・ウォンM・カーペン · ターJ・ペラルタM・ホリデイJ・ジェイR・グリチャック | 7                              | 左                             | T・イシカワ                    | 左                             | R・ボーグルソンB・ポージーB・ベルトJ・パニックP・サンドバルB・クロフォードT・イシカワG・ブランコH・ペンス |
| 8                          | 右                         | R・グリチャック            | 右                         | S・ミラーA・ピアジンスキーM・アダムスK・ウォンM・カーペン · ターJ・ペラルタM・ホリデイJ・ジェイR・グリチャック | 8                              | 遊                             | B・クロフォード                | 左                             | R・ボーグルソンB・ポージーB・ベルトJ・パニックP・サンドバルB・クロフォードT・イシカワG・ブランコH・ペンス |
| 9                          | 投                         | S・ミラー                  | 右                         | S・ミラーA・ピアジンスキーM・アダムスK・ウォンM・カーペン · ターJ・ペラルタM・ホリデイJ・ジェイR・グリチャック | 9                              | 投                             | R・ボーグルソン                | 右                             | R・ボーグルソンB・ポージーB・ベルトJ・パニックP・サンドバルB・クロフォードT・イシカワG・ブランコH・ペンス |
| 先発投手                   | 先発投手                   | 先発投手                   | 投球                       | S・ミラーA・ピアジンスキーM・アダムスK・ウォンM・カーペン · ターJ・ペラルタM・ホリデイJ・ジェイR・グリチャック | 先発投手                       | 先発投手                       | 先発投手                       | 投球                           | R・ボーグルソンB・ポージーB・ベルトJ・パニックP・サンドバルB・クロフォードT・イシカワG・ブランコH・ペンス |
| S・ミラー                  | S・ミラー                  | S・ミラー                  | 右                         | S・ミラーA・ピアジンスキーM・アダムスK・ウォンM・カーペン · ターJ・ペラルタM・ホリデイJ・ジェイR・グリチャック | R・ボーグルソン                | R・ボーグルソン                | R・ボーグルソン                | 右                             | R・ボーグルソンB・ポージーB・ベルトJ・パニックP・サンドバルB・クロフォードT・イシカワG・ブランコH・ペンス |

### 第5戦 10月16日
- AT&Tパーク（カリフォルニア州サンフランシスコ）

|                                | 1 | 2 | 3 | 4 | 5 | 6 | 7 | 8 | 9  | R | H | E |
| ------------------------------ | - | - | - | - | - | - | - | - | -- | - | - | - |
| セントルイス・カージナルス     | 0 | 0 | 1 | 2 | 0 | 0 | 0 | 0 | 0  | 3 | 6 | 0 |
| サンフランシスコ・ジャイアンツ | 0 | 0 | 2 | 0 | 0 | 0 | 0 | 1 | 3x | 6 | 7 | 0 |

1. 勝利：ジェレミー・アフェルト（1勝）
2. 敗戦：マイケル・ワカ（1敗）
3. 本塁打
STL：マット・アダムス2号ソロ、トニー・クルーズ1号ソロ
SF：ジョー・パニック1号2ラン、マイケル・モース1号ソロ、トラビス・イシカワ1号3ラン
4. 審判
［球審］グレッグ・ギブソン
［塁審］一塁: ビル・ミラー、二塁: ポール・エメル、三塁: ビル・ウェルキー
［外審］左翼: ジェリー・デービス、右翼: マーク・カールソン
5. 試合開始時刻: 太平洋夏時間（UTC-7）午後5時9分  試合時間: 3時間3分  観客: 4万3217人  気温: 66°F（18.9°C）
詳細: MLB.com Gameday / ESPN.com / Baseball-Reference.com / Fangraphs

| セントルイス・カージナルス | セントルイス・カージナルス | セントルイス・カージナルス | セントルイス・カージナルス | セントルイス・カージナルス                                                                                       | サンフランシスコ・ジャイアンツ | サンフランシスコ・ジャイアンツ | サンフランシスコ・ジャイアンツ | サンフランシスコ・ジャイアンツ | サンフランシスコ・ジャイアンツ                                                                            |
| -------------------------- | -------------------------- | -------------------------- | -------------------------- | --- | ------------------------------ | ------------------------------ | ------------------------------ | ------------------------------ | --- |
| 打順                       | 守備                       | 選手                       | 打席                       | A・ウェインライトT・クルーズM・アダムスK・ウォンM・カーペン · ターJ・ペラルタM・ホリデイJ・ジェイR・グリチャック | 打順                           | 守備                           | 選手                           | 打席                           | M・バンガーナーB・ポージーB・ベルトJ・パニックP・サンドバルB・クロフォードT・イシカワG・ブランコH・ペンス |
| 1                          | 三                         | M・カーペンター            | 左                         | A・ウェインライトT・クルーズM・アダムスK・ウォンM・カーペン · ターJ・ペラルタM・ホリデイJ・ジェイR・グリチャック | 1                              | 中                             | G・ブランコ                    | 左                             | M・バンガーナーB・ポージーB・ベルトJ・パニックP・サンドバルB・クロフォードT・イシカワG・ブランコH・ペンス |
| 2                          | 中                         | J・ジェイ                  | 左                         | A・ウェインライトT・クルーズM・アダムスK・ウォンM・カーペン · ターJ・ペラルタM・ホリデイJ・ジェイR・グリチャック | 2                              | 二                             | J・パニック                    | 左                             | M・バンガーナーB・ポージーB・ベルトJ・パニックP・サンドバルB・クロフォードT・イシカワG・ブランコH・ペンス |
| 3                          | 左                         | M・ホリデイ                | 右                         | A・ウェインライトT・クルーズM・アダムスK・ウォンM・カーペン · ターJ・ペラルタM・ホリデイJ・ジェイR・グリチャック | 3                              | 捕                             | B・ポージー                    | 右                             | M・バンガーナーB・ポージーB・ベルトJ・パニックP・サンドバルB・クロフォードT・イシカワG・ブランコH・ペンス |
| 4                          | 遊                         | J・ペラルタ                | 右                         | A・ウェインライトT・クルーズM・アダムスK・ウォンM・カーペン · ターJ・ペラルタM・ホリデイJ・ジェイR・グリチャック | 4                              | 三                             | P・サンドバル                  | 両                             | M・バンガーナーB・ポージーB・ベルトJ・パニックP・サンドバルB・クロフォードT・イシカワG・ブランコH・ペンス |
| 5                          | 一                         | M・アダムス                | 左                         | A・ウェインライトT・クルーズM・アダムスK・ウォンM・カーペン · ターJ・ペラルタM・ホリデイJ・ジェイR・グリチャック | 5                              | 右                             | H・ペンス                      | 右                             | M・バンガーナーB・ポージーB・ベルトJ・パニックP・サンドバルB・クロフォードT・イシカワG・ブランコH・ペンス |
| 6                          | 右                         | R・グリチャック            | 右                         | A・ウェインライトT・クルーズM・アダムスK・ウォンM・カーペン · ターJ・ペラルタM・ホリデイJ・ジェイR・グリチャック | 6                              | 一                             | B・ベルト                      | 左                             | M・バンガーナーB・ポージーB・ベルトJ・パニックP・サンドバルB・クロフォードT・イシカワG・ブランコH・ペンス |
| 7                          | 二                         | K・ウォン                  | 左                         | A・ウェインライトT・クルーズM・アダムスK・ウォンM・カーペン · ターJ・ペラルタM・ホリデイJ・ジェイR・グリチャック | 7                              | 左                             | T・イシカワ                    | 左                             | M・バンガーナーB・ポージーB・ベルトJ・パニックP・サンドバルB・クロフォードT・イシカワG・ブランコH・ペンス |
| 8                          | 捕                         | T・クルーズ                | 右                         | A・ウェインライトT・クルーズM・アダムスK・ウォンM・カーペン · ターJ・ペラルタM・ホリデイJ・ジェイR・グリチャック | 8                              | 遊                             | B・クロフォード                | 左                             | M・バンガーナーB・ポージーB・ベルトJ・パニックP・サンドバルB・クロフォードT・イシカワG・ブランコH・ペンス |
| 9                          | 投                         | A・ウェインライト          | 右                         | A・ウェインライトT・クルーズM・アダムスK・ウォンM・カーペン · ターJ・ペラルタM・ホリデイJ・ジェイR・グリチャック | 9                              | 投                             | M・バンガーナー                | 右                             | M・バンガーナーB・ポージーB・ベルトJ・パニックP・サンドバルB・クロフォードT・イシカワG・ブランコH・ペンス |
| 先発投手                   | 先発投手                   | 先発投手                   | 投球                       | A・ウェインライトT・クルーズM・アダムスK・ウォンM・カーペン · ターJ・ペラルタM・ホリデイJ・ジェイR・グリチャック | 先発投手                       | 先発投手                       | 先発投手                       | 投球                           | M・バンガーナーB・ポージーB・ベルトJ・パニックP・サンドバルB・クロフォードT・イシカワG・ブランコH・ペンス |
| A・ウェインライト          | A・ウェインライト          | A・ウェインライト          | 右                         | A・ウェインライトT・クルーズM・アダムスK・ウォンM・カーペン · ターJ・ペラルタM・ホリデイJ・ジェイR・グリチャック | M・バンガーナー                | M・バンガーナー                | M・バンガーナー                | 左                             | M・バンガーナーB・ポージーB・ベルトJ・パニックP・サンドバルB・クロフォードT・イシカワG・ブランコH・ペンス |